# آنجلیکی لاگومتزی
آنجلیکی لاگومتزی (انگلیسی: Angeliki Lagoumtzi؛ زادهٔ ۲۳ نوامبر ۱۹۸۲) بازیکن فوتبال اهل یونان است.
وی همچنین در تیم ملی فوتبال یونان بازی کرده‌است.